# 134AS.031.6
Questo motore è di base il classico bialbero FIAT e con il codice 134 AS.031.6, è stato prodotto dalla fine del 1975 al 1977 ed equipaggia unicamente la Lancia Beta Scorpion per il mercato USA.

## Caratteristiche
4 cilindri, 8 valvole, distribuzione a due alberi a camme in testa comandati da cinghia dentata (19mm, 146 denti). Basamento in ghisa e testata in alluminio con sedi valvola riportate. Alesaggio 84mm, corsa 79,2mm, cubatura totale 1755,6 cm³, volume della camera di combustione 62,7cm³, rapporto di compressione 8:1, potenza massima(DIN) 60,4 kW oppure 82,1CV a 5900 giri/min, coppia massima (DIN) 120 N·m a 3200 giri/min. Il motore è inclinato all'indietro di 20°
Diagramma della distribuzione lato aspirazione:
- Inizio apertura 5° prima del PMS

- Fine chiusura 53° dopo il PMI

Diagramma della distribuzione lato scarico:
- Inizio apertura 53° prima del PMI

- Fine chiusura 5° dopo il PMS

Gioco valvole lato aspirazione 0,45 ± 0,04 mm.
Gioco valvole lato scarico 0,50 ± 0,04 mm.
Accensione a spinterogeno tipo Marelli 144 L, rocchetto tipo Marelli BES 200 A oppure O.E. Martinetti G 37 S.U. Anticipo di accensione fisso su motore di 10°. candele d'accensione tipo Champion N9Y, Marelli CW 7 LP, Ac-Delco 42 X LS.
Il carburatore di origine può essere di tipo  Weber 32 DATRA 9/100 oppure 9/101, lo starter è di tipo automatico.
La pompa del carburante è di tipo elettromagnetico, con portata di 115 l/h, pressione 0,35÷0,4 bar, assorbimento ≤ 1,3 A, tensione di funzionamento normale/nominale 12/6 V 

## Dispositivi Anti inquinamento
Questo motore è dotato di dispositivi anti inquinamento per soddisfare le leggi U.S.A e Californiane in materia dell'epoca. Questi dispositivi sono:
- Recupero vapori benzina mediante filtro a carboni attivi e sistema di ricircolo in aspirazione.

- Ricircolo vapori olio in aspirazione.

- Ricircolo dei gas esausti mediante valvola EGR.

- Pompa per miscelazione aria nel collettore di scarico.

- Convertitore catalitico.

- Spinterogeno e carburatore con tolleranze più stringenti.